# Ocnogyna chinensis
Ocnogyna chinensis är en fjärilsart som beskrevs av Grm-gr 1900. Ocnogyna chinensis ingår i släktet Ocnogyna och familjen björnspinnare. Inga underarter finns listade i Catalogue of Life.